# Pala (Tschad)
Pala ist eine Stadt im Südwesten des Tschad. Es ist die Hauptstadt der Provinz Mayo-Kebbi Ouest und des Départements Mayo Dallah nahe der Grenze zu Kamerun.
Die Stadt ist unter anderem über den Flugplatz Pala erreichbar.